# مهرجان أفلام السود الأمريكي
مهرجان أفلام السود الأمريكي (بالإنجليزية: American Black Film Festival)‏ (الذي كان يُطلق عليه في الأصل مهرجان أكالبولكو لأفلام السود) هو مهرجان أفلام مستقل يركز بشكل أساسي على الأفلام التي يقوم بها أعضاء سود في صناعة السينما. يقام لتكريم إنجازات الممثلين السينمائيين المنحدرين من أصل أفريقي وتكريم الأفلام التي تبرز في تصويرها لتجربة السود.